# Carex phaeothrix
Carex phaeothrix är en halvgräsart som beskrevs av Jisaburo Ohwi. Carex phaeothrix ingår i släktet starrar, och familjen halvgräs. Inga underarter finns listade i Catalogue of Life.